# Pandémie de Covid-19 au Honduras
La pandémie de Covid-19 au Honduras démarre officiellement le 10 mars 2020. À la date du 25 octobre 2022, le bilan est de 11 037 morts.

## Chronologie
Les autorités recensent officiellement, au 6 juillet 2020, 22 000 malades du coronavirus, dont plus de 600 décédés. Ces chiffres ne sont toutefois pas fiables, peu de tests étant effectués. D'après l’Association des pompes funèbres, « il faut multiplier ces chiffres par cinq ». En juillet 2021, les autorités font état d'un total de 255 663 malades et 6 844 décès.
Généralement, dans les quartiers les plus pauvres, « les gens se plaignent de douleurs dans la poitrine, meurent chez eux sans être testés et sont simplement enregistrés comme morts suspects de Covid-19 », selon Edwin Lanza, de l'Association des pompes funèbres.
Les hôpitaux ont rapidement été saturés, le pays n'investissant que très peu dans son système public de santé. Le confinement a pourtant été décrété dès le 16 mars mais n’est que très partiellement respecté par une population souvent très pauvre et contrainte de sortir pour trouver des ressources au jour le jour.
La corruption, très présente au sein des institutions honduriennes, rend le pays encore plus vulnérable. Le gouvernement a notamment versé 47 millions de dollars pour sept hôpitaux de campagne de 400 lits qui n'ont pas été livrés.
Le Honduras adopte l’ivermectine comme traitement en traitement préventif, pratique déjà largement répandue. Le 31 mars 2021, l’OMS recommande « de ne pas utiliser » l'ivermectine pour les malades de la Covid-19 hors essais cliniques, alors que certains pays d'Amérique latine, dont le Honduras, ont inclus l'ivermectine dans leur arsenal thérapeutique et que l'Inde la retirait du sien.
Le taux d’extrême pauvreté est passé de 20% a 26,1% entre 2019 et 2020.

## Statistiques

Nombre de cas au Honduras depuis le début de l'épidémie.

Nombre de morts au Honduras depuis le début de l'épidémie.